# Gjon Buzuku
Gjon Buzuku byl albánský katolický kněz ze 16. století, autor první albánské knihy.

## Život a dílo
Narodil se ve vesnici Ljare, na severu Albánie. Pravděpodobně žil v Benátkách nebo v jejich okolí.

## Misál
Roku 1555 vydal svůj překlad katolického misálu (mešních liturgických textů), albánsky Meshari, což je vůbec první kniha psaná v albánštině (v gegském dialektu). Kniha byla tištěná a měla původně 110 archů, z nichž se dochovalo 94. Zajímavé je, že Buzuku rozšířil albánskou abecedu o pět nových znaků převzatých z cyrilice, aby lépe pokryly zvuky mluvené albánštiny. Ač se neví, jakým způsobem, ale byl patrně napojen na srbo-chorvatský kulturní okruh. Kniha vyšla v Itálii. Obsahuje, krom překladu, i krátkou osobní poznámku autora. To, co v ní Buzuku o sobě napsal, je jediný zdroj o něm a jeho životě, který má historiografie k dispozici.
Kniha byla dlouho ztracena, znovu ji objevil až roku 1740 Gjon Nikollë Kazazi, arcibiskup ve Skopje.